# 第6施設群
第6施設群（だいろくしせつぐん、JGSDF 6th Engineer Group(Construction)）は、陸上自衛隊豊川駐屯地（愛知県豊川市）に群本部が駐屯する第4施設団隷下の施設科部隊である。

## 概要
92式地雷原処理車や施設器材（大型ドーザ、ショベルカーなど）を装備する施設科部隊である。さまざまな災害派遣や国際貢献活動で活躍しており、1992年（平成4年）、我が国初の国連平和維持活動（PKO）に参加した部隊である。
愛知県の豊川駐屯地に群本部および本部管理中隊が、福井県の鯖江駐屯地と岐阜県の岐阜分屯地にそれぞれ1個中隊が駐屯する。
群長は1等陸佐（二）が充てられ豊川駐屯地司令を兼ねる。また、第372施設中隊長は鯖江駐屯地司令を、第402施設中隊長は岐阜分屯地司令を兼ねる。
整備・補給は、中部方面後方支援隊第104直接支援大隊整備第1直接支援中隊の支援を受ける。

## 沿革
第504建設大隊
- 1951年（昭和26年）11月25日：第504建設大隊が福知山駐屯地に新編。
- 1952年（昭和27年）3月18日：第504建設大隊が福知山駐屯地から金沢駐屯地に移駐。

第101建設大隊等
- 1954年（昭和29年）
  - 7月1日：第504建設大隊（金沢駐屯地）が第101建設大隊に称号変更。
  - 10月27日：第101建設大隊が金沢駐屯地から豊川駐屯地に移駐。
- 1958年（昭和33年）12月1日：第313地区施設隊が豊川駐屯地に新編。
- 1960年（昭和35年）3月25日：部隊新編等。

1. 第101建設大隊（豊川駐屯地）が中部方面隊に編合。
2. 第318地区施設隊が久居駐屯地に新編。

- 1961年（昭和36年）8月17日：第101建設大隊、第313地区施設隊、第318地区施設隊が新編された第4施設団に編合。
- 1962年（昭和37年）1月18日：第322地区施設隊が大久保駐屯地に新編され、直轄部隊として第4施設団に編合。
- 1963年（昭和38年）3月31日：部隊移駐。

1. 第313地区施設隊が豊川駐屯地から岐阜駐屯地（現・守山駐屯地岐阜分屯地）に移駐。
2. 第322地区施設隊が大久保駐屯地から金沢駐屯地鯖江分屯地（現・鯖江駐屯地）に移駐。

第6施設群
- 1973年（昭和48年）3月27日：第101建設大隊（豊川駐屯地）を廃止・改編、第313地区施設隊（岐阜分屯地）、第318地区施設隊（久居駐屯地）を編合し、第6施設群が豊川駐屯地に新編し、第4施設団に編合。

※ 編成（群本部、本部中隊、第311施設中隊～第313施設中隊、第308施設器材中隊、第310ダンプ車両中隊、第313地区施設隊（岐阜分屯地）、第318地区施設隊（久居駐屯地））
- 1985年（昭和60年）3月25日：第310ダンプ車両中隊（豊川駐屯地）を廃止。
- 1990年（平成02年）3月26日：部隊改編。

1. 第313地区施設隊（岐阜分屯地）を廃止・改編し、第348施設中隊が岐阜分屯地に新編。
2. 第318地区施設隊（久居駐屯地）を廃止。

- 1993年（平成05年）3月30日：第322地区施設隊（鯖江駐屯地）を廃止・改編し、第302施設隊が鯖江駐屯地に新編。
- 2004年（平成16年）3月27日：機能別中隊に改編[2]。

1. 第311施設中隊～第313施設中隊（豊川駐屯地）、第308施設器材中隊（豊川駐屯地）を廃止・改編し、第370施設中隊「障害」、第371施設中隊「機動支援」が豊川駐屯地に新編。
2. 第348施設中隊（岐阜分屯地）を廃止・改編し、第369施設中隊「築城」が岐阜分屯地に新編。
3. 第302施設隊（鯖江駐屯地）を廃止・改編し、第372施設中隊「交通」が鯖江駐屯地に新編。
4. 後方支援体制移行に伴い、整備部門を中部方面後方支援隊第104施設直接支援大隊第1直接支援中隊に移管。

- 2019年（平成31年）3月26日：第369施設中隊「築城」（岐阜分屯地）および第370施設中隊「障害」（豊川駐屯地）を廃止・改編し、第402施設中隊「築城・障害」が岐阜分屯地に新編。
- 2024年（令和06年）3月21日：第10特科連隊の廃止に伴い、第6施設群長が豊川駐屯地司令職を継承[3]。
- 2025年（令和07年）3月23日：第371施設中隊「機動支援」（豊川駐屯地）を廃止[4]。

## 部隊編成・駐屯地
編成
- 第6施設群本部
- 本部管理中隊「6施群-本」
  - 中隊本部
  - 群本部勤務班
  - 偵察班
  - 通信班
  - 衛生班
- 第372施設中隊「372施」（交通）
- 第402施設中隊「402施」（築城・障害）

駐屯地
- 豊川駐屯地（愛知県豊川市）
  - 群本部および本部管理中隊
- 鯖江駐屯地（福井県鯖江市）
  - 第372施設中隊
- 守山駐屯地岐阜分屯地（岐阜県各務原市）
  - 第402施設中隊

## 整備支援部隊
- 中部方面後方支援隊第104施設直接支援大隊第1直接支援中隊「104施直支-1」（豊川駐屯地）：2004年（平成16年）3月27日から
  - 第1直接支援中隊鯖江派遣隊「104施直支-1」（鯖江駐屯地）：2004年（平成16年）3月27日から第372施設中隊および鯖江駐屯地所在の部隊の支援。
  - 第1直接支援中隊岐阜派遣隊「104施直支-1」（岐阜分屯地）：2019年（平成31年）3月26日から第402施設中隊および岐阜分屯地所在の部隊の支援。

## 主要幹部
| 官職名                        | 階級    | 氏名  | 補職発令日     | 前職                                        |
| ----------------------------- | ------- | ----- | -------------- | ------------------------------------------- |
| 第6施設群長 兼 豊川駐屯地司令 | 1等陸佐 | 林 豊 | 2025年03月17日 | 陸上幕僚監部運用支援・訓練部 訓練課総括班長 |

| 代 | 氏名       | 在職期間                        | 前職                                                    | 後職                              |
| -- | ---------- | ------------------------------- | ------------------------------------------------------- | --------------------------------- |
| 01 | 久保井正行 | 1973年03月27日 - 1975年03月16日 | 第4施設団本部付                                         | 第3施設団副団長                   |
| 02 | 伊丹義夫   | 1975年03月17日 - 1977年03月15日 | 陸上幕僚監部第2部地誌班長                               | 北部方面総監部第4部長             |
| 03 | 佐々木忠治 | 1977年03月16日 - 1978年07月31日 | 北部方面総監部施設課長                                  | 第5施設団副団長                   |
| 04 | 藤岡隆     | 1978年08月01日 - 1980年07月31日 | 陸上自衛隊施設学校勤務                                  | 陸上自衛隊施設学校教育部長        |
| 05 | 新山勲     | 1980年08月01日 - 1982年08月01日 | 陸上幕僚監部装備部施設課 器材班長                       | 陸上自衛隊施設学校総務部長        |
| 06 | 永嶋一利   | 1982年08月02日 - 1985年03月15日 | 陸上幕僚監部装備部施設課 器材班長                       | 陸上自衛隊施設補給処企画室長      |
| 07 | 東野良平   | 1985年03月16日 - 1987年03月15日 | 陸上幕僚監部人事部補任課 人事第2班長                    | 陸上自衛隊施設学校総務部長        |
| 08 | 虎尾幹司   | 1987年03月16日 - 1989年03月15日 | 中部方面総監部人事部人事課長                            | 陸上自衛隊施設学校学校教官        |
| 09 | 山田浩二   | 1989年03月16日 - 1991年07月31日 | 第1施設団本部高級幕僚                                   | 自衛隊奈良地方連絡部長            |
| 10 | 松本達成   | 1991年08月01日 - 1993年11月30日 | 北部方面総監部装備部後方運用課長                        | 札幌駐屯地業務隊長                |
| 11 | 菅谷敏彦   | 1993年12月01日 - 1996年06月30日 | 陸上幕僚監部装備部施設課 建設班長                       | 陸上幕僚監部装備部施設課長        |
| 12 | 高倉文敏   | 1996年07月01日 - 1998年08月02日 | 陸上幕僚監部調査部調査第2課 調査第4班長                 | 北部方面総監部調査部長            |
| 13 | 初森輝好   | 1998年08月03日 - 2001年03月31日 | 陸上幕僚監部調査部調査課 保全班長                       | 青森駐屯地業務隊長                |
| 14 | 山下高憲   | 2001年04月01日 - 2002年07月31日 | 第101後方支援隊長                                       | 陸上自衛隊富士学校管理部長        |
| 15 | 秋山淳     | 2002年08月01日 - 2005年03月31日 | 陸上自衛隊幹部学校学校教官                              | 陸上自衛隊補給統制本部施設部長    |
| 16 | 小平隆弘   | 2005年04月01日 - 2006年08月03日 | 東部方面総監部装備部施設課長                            | 防衛施設庁建設部設備課長          |
| 17 | 岸川公彦   | 2006年08月04日 - 2007年07月02日 | 陸上幕僚監部装備部装備計画課 後方計画班長               | 陸上幕僚監部監理部総務課 広報室長 |
| 18 | 松村利宏   | 2007年07月03日 - 2008年07月31日 | 陸上幕僚監部防衛部防衛課勤務                            | 第1施設団副団長                   |
| 19 | 藤本康之   | 2008年08月01日 - 2010年07月31日 | 陸上自衛隊幹部学校学校教官                              | 陸上自衛隊研究本部主任研究開発官  |
| 20 | 小田英明   | 2010年08月01日 - 2012年07月31日 | 陸上自衛隊研究本部研究員                                | 陸上自衛隊研究本部主任研究開発官  |
| 21 | 大足卓也   | 2012年08月01日 - 2014年07月31日 | 統合幕僚学校教育課第1教官室 学校教官                    | 西部方面指揮所訓練支援隊長        |
| 22 | 土屋甲吉   | 2014年08月01日 - 2016年03月22日 | 陸上自衛隊研究本部研究員                                | 千僧駐屯地業務隊長                |
| 23 | 鮫島昭一   | 2016年03月23日 - 2018年03月22日 | 陸上幕僚監部防衛部施設課 総括班長                       | 陸上自衛隊幹部学校主任教官        |
| 24 | 栗木茂幸   | 2018年03月23日 - 2020年03月15日 | 防衛装備庁プロジェクト管理部 装備技術官付装備技術調整官 | 陸上幕僚監部防衛部防衛課開発室長  |
| 25 | 奥和昌     | 2020年03月16日 - 2022年07月31日 | 陸上幕僚監部運用支援・訓練部 運用支援課運用支援班長     | 陸上幕僚監部防衛部防衛協力課長    |
| 26 | 長田雄一   | 2022年08月01日 - 2025年03月16日 | 自衛隊大阪地方協力本部募集課長                          | 陸上自衛隊教育訓練研究本部勤務    |
| 27 | 林 豊      | 2025年03月17日 -                | 陸上幕僚監部運用支援・訓練部 訓練課総括班長             |                                   |

## 主要装備
- 89式5.56mm小銃
- 5.56mm機関銃MINIMI
- 92式地雷原処理車
- 道路障害作業車
- 83式地雷敷設装置
- 81式自走架柱橋
- グレーダ
- 油圧ショベル
- 掩体掘削機
- 資材運搬車
- バケットローダ
- トラッククレーン
- タイヤローラ
- 3 1/2tトラック / 73式大型トラック
- 1 1/2tトラック / 73式中型トラック
- 1/2tトラック / 73式小型トラック
- 3トン半ダンプ
- 1トン半救急車

## 廃止された部隊
- 1985年（昭和60年）3月25日廃止
  - 第310ダンプ車両中隊（豊川駐屯地）：
- 1990年（平成02年）3月26日廃止
  - 第313地区施設隊（岐阜分屯地）：第348施設中隊（岐阜分屯地）に改編。
  - 第318地区施設隊（久居駐屯地）：
- 1993年（平成05年）3月30日廃止
  - 第322地区施設隊（大久保駐屯地）：第302施設隊（鯖江駐屯地）に改編。
- 2004年（平成16年）3月27日廃止
  - 第311施設中隊（豊川駐屯地）：第370施設中隊「障害」、第371施設中隊「機動支援」（豊川駐屯地）に改編。
  - 第312施設中隊（豊川駐屯地）：第370施設中隊「障害」、第371施設中隊「機動支援」（豊川駐屯地）に改編。
  - 第313施設中隊（豊川駐屯地）：第370施設中隊「障害」、第371施設中隊「機動支援」（豊川駐屯地）に改編。
  - 第348施設中隊（岐阜分屯地）：第369施設中隊「築城」（岐阜分屯地）に改編。
  - 第308施設器材中隊（豊川駐屯地）：
  - 第302施設隊（鯖江駐屯地）：第372施設中隊「交通」（鯖江駐屯地）に改編。
- 2019年（平成31年）3月26日廃止
  - 第369施設中隊「築城」（岐阜分屯地）：第402施設中隊「築城・障害」（岐阜分屯地）に改編。
  - 第370施設中隊「障害」（豊川駐屯地）：
- 2025年（令和07年）3月23日廃止
  - 第371施設中隊「機動支援」（豊川駐屯地）：